# Hendrikje Blandow-Schlegel
Hendrikje Blandow-Schlegel (* 11. Oktober 1961 in Stuttgart) ist Fachanwältin für Familienrecht und eine deutsche Politikerin (SPD). Sie war von 2015 bis 2020 Mitglied der Hamburgischen Bürgerschaft.

## Leben und Wirken
Blandow-Schlegel wurde 1961 als jüngstes von vier Kindern geboren. Ihr Vater war Maler und Grafiker, ihre Mutter Angestellte des öffentlichen Dienstes und leitete das Studentensekretariat der Universität Stuttgart. Sie besuchte eine Grundschule in Stuttgart-Fasanenhof. 1978 zog sie nach Hamburg, wo sie 1981 das Abitur am Gymnasium Eppendorf ablegte. Sie studierte ab 1986 Rechtswissenschaft, legte 1995 das zweite Staatsexamen ab und begann anschließend eine Tätigkeit als selbstständige Rechtsanwältin. Später spezialisierte sie sich zur Fachanwältin für Familienrecht. Ein weiterer Schwerpunkt ihrer Arbeit wurde das Erbrecht. 2015 wurde sie als ehrenamtliche Stellvertreterin in den Richterwahlausschuss Hamburgs gewählt. Sie war bis Juni 2019 Partnerin der Hamburger Anwaltskanzlei Reuther-Rieche. Danach wechselte sie in ihre Einzelkanzlei.
1985 trat Blandow-Schlegel der SPD Eppendorf bei, deren Vorsitz sie später übernahm. In den folgenden Jahren engagierte sie sich in der Lokalpolitik, unter anderem leitete sie ab 1992 die Initiative „Containerdorf Loogestraße“ zur Einrichtung einer Flüchtlingsunterkunft in Eppendorf. Nachdem die SPD 1993 den Asylkompromiss mitgetragen hatte, legte Blandow-Schlegel alle SPD-Ämter nieder. 2011 begann sie sich wieder in der Partei zu engagieren. Im Folgejahr wurde sie stellvertretende Vorsitzende des SPD-Distrikts Harvestehude/Rotherbaum. Bekanntheit erlangte Blandow-Schlegel im Jahr 2014 als Mitbegründerin des Vereins „Flüchtlingsinitiative Harvestehude“, der im Zuge umstrittener Planungen zur Einrichtung eines Flüchtlingsheims in der Sophienterrasse entstand und Unterstützung für Flüchtlinge und Asylbewerber anbietet. Bei der Bürgerschaftswahl 2015 kandidierte Blandow-Schlegel auf Platz 40 der SPD-Landesliste und wurde mit 4175 personenbezogenen Stimmen gewählt. Ab März 2015 gehörte sie der 21. Hamburgischen Bürgerschaft an. Sie war dort im Ausschuss für Familie, Kinder und Jugend und im Ausschuss für Justiz und Datenschutz tätig. Sie saß auch im Sozialausschuss und gehörte der Enquete-Kommission zur Stärkung von Kinderrechten an, die nach zwei Jahren Beratung im Januar 2019 einen Abschlussbericht mit Empfehlungen vorlegte. Blandow-Schlegel teilte mit, bei der Bürgerschaftswahl in Hamburg 2020 nicht mehr kandidieren zu wollen. 2013 gründete sie die Initiative Flüchtlingshilfe Harvestehude, die im Februar 2014 zum Verein wurde. Seitdem leitet sie diesen als 1. Vorsitzende.
Blandow-Schlegel lebt in Hamburg/Stadtteil Neustadt. Sie ist in zweiter Ehe geschieden und hat drei Kinder.